# Ekonomisk tillväxt

Historisk data för världens BNP per capita.

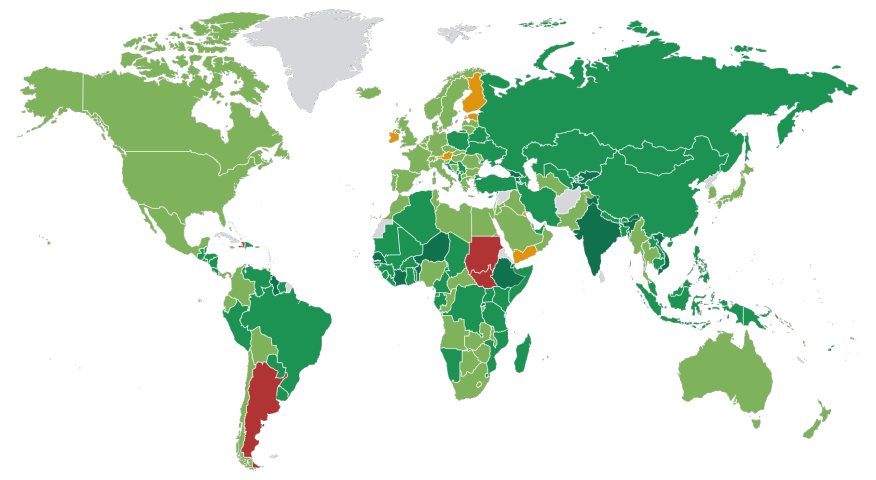
Länder efter real BNP-tillväxttakt i % för 2024 (IMF WEO-databas).

Ekonomisk tillväxt innebär att samhällets produktion av varor och tjänster ökar, både i volym och i kvalitet. Det kan mätas som ökningen av en ekonomis inflationsjusterade produktion under ett givet år eller över en tidsperiod.
Tillväxttakten beräknas vanligtvis som real BNP-tillväxttakt, real BNP per capita-tillväxttakt eller BNI per capita-tillväxt. Med tillväxttakt avses oftast den genomsnittliga årliga förändringen i BNP eller BNP per capita under en viss tidsperiod. Denna tillväxttakt representerar trenden i den genomsnittliga BNP-nivån över perioden och ignorerar eventuella fluktuationer i BNP kring denna trend. Tillväxt mäts vanligen i reala termer, det vill säga med hänsyn till inflation, för att undvika att prisökningar misstolkas som faktisk ökad produktion. Real BNP per capita är hela landets BNP dividerat med antalet människor i landet. Mätning av ekonomisk tillväxt använder nationalinkomsträkenskaper.
Ekonomer kallar ekonomisk tillväxt som beror på effektivare användning av insatsvaror, såsom ökad produktivitet hos arbetskraft, fysiskt kapital, energi eller material, för intensiv tillväxt. Däremot kallas ekonomisk tillväxt som enbart beror på ökningar i mängden tillgängliga insatsvaror, till exempel ökad befolkning eller tillgång till nytt territorium, för omfattande tillväxt. Innovation genererar också ekonomisk tillväxt. I USA gick cirka 60 % av konsumtionen år 2013 till varor och tjänster som inte existerade år 1869.

## Bestämmande faktorer för ekonomisk tillväxt

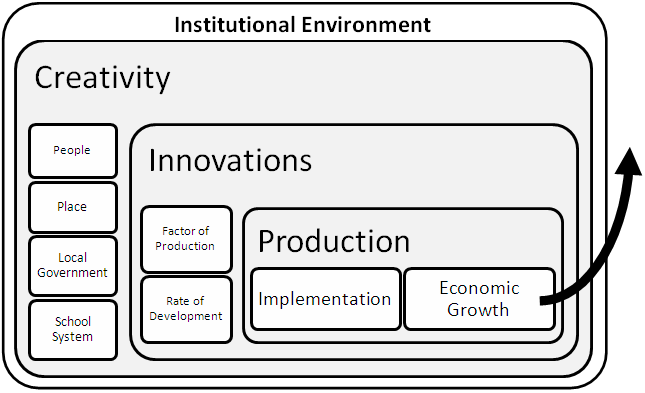
Systemet för ekonomisk tillväxt i utvecklade regioner.

I nationalinkomsträkenskaperna kan produktionen per person mätas utifrån flera faktorer: hur mycket som produceras per arbetad enhet (det vill säga arbetsproduktivitet), hur många timmar som faktiskt arbetas (arbetsintensitet), hur stor andel av den arbetsföra befolkningen som deltar i arbetskraften (deltagandegrad), samt hur stor den arbetsföra befolkningen är i förhållande till hela befolkningen (demografisk andel). "Förändringstakten för BNP/befolkning är summan av förändringstakten för dessa fyra variabler plus deras korsprodukter."
Ekonomer gör en åtskillnad mellan ekonomisk tillväxt på lång sikt och kortsiktiga förändringar i produktionen. De kortsiktiga svängningarna i tillväxten benämns som konjunkturcykeln. I allmänhet menar ekonomer att dessa upp- och nedgångar i konjunkturen främst beror på variationer i den samlade efterfrågan. Däremot syftar ekonomisk tillväxt på den långsiktiga utvecklingen i produktionen, vilken förklaras av mer grundläggande faktorer såsom teknologisk utveckling och ackumulering av produktionsfaktorer.

### Produktivitet
Ökningar i produktiviteten (förhållandet mellan värdet av produktionen och arbetsinsatsen) har historiskt sett varit den viktigaste källan till real ekonomisk tillväxt per capita. I en berömd uppskattning drog MIT-professorn Robert Solow slutsatsen att tekniska framsteg har stått för 80 procent av den långsiktiga ökningen av den amerikanska inkomsten per capita, medan ökade kapitalinvesteringar endast förklarar de återstående 20 procenten.
Ökad produktivitet sänker den reala kostnaden för varor. Under 1900-talet sjönk realpriset på många varor med över 90 %.
Ekonomisk tillväxt har traditionellt tillskrivits ackumulering av mänskligt och fysiskt kapital samt ökning av produktivitet och skapandet av nya varor som härrör från teknisk innovation. Ytterligare arbetsdelning (specialisering) är också grundläggande för ökad produktivitet.
Före industrialiseringen resulterade tekniska framsteg i en befolkningsökning, som hölls i schack av livsmedelsförsörjning och andra resurser, vilket begränsade inkomsten per capita, ett tillstånd som kallas Malthusfällan. Den snabba ekonomiska tillväxten som inträffade under den industriella revolutionen var anmärkningsvärd eftersom den översteg befolkningstillväxten, vilket gav en flykt från den malthusianska fällan. Länder som industrialiserades såg så småningom sin befolkningstillväxt avta, ett fenomen som kallas demografisk transition.
Förbättringar i produktiviteten är den främsta drivkraften bakom ekonomisk tillväxt per person – något som har varit särskilt tydligt sedan mitten av 1800-talet. Under 1900-talet förklaras den största delen av tillväxten av att mer kunde produceras per enhet arbetskraft, material, energi och mark (det vill säga mindre resurser användes för att skapa varje vara). Den återstående delen av tillväxten kom från att man använde fler resurser. Båda dessa utvecklingar bidrog till att öka produktionen, vilket innebar både fler exemplar av redan existerande varor och nya produkter och tjänster.
Under den industriella revolutionen började mekaniseringen ersätta manuella metoder inom tillverkningen, och nya processer effektiviserade produktionen av kemikalier, järn, stål och andra produkter. Maskinverktyg möjliggjorde ekonomisk produktion av metalldelar, så att delarna kunde vara utbytbara.
Under den andra industriella revolutionen var en viktig faktor för produktivitetstillväxten att mänsklig och djurs arbetskraft ersattes med livlös kraft. Det skedde också en stor ökning av kraften då ångdriven elproduktion och förbränningsmotorer ersatte begränsad vind- och vattenkraft. Sedan den ersättningen har den stora ökningen av total effekt drivits av kontinuerliga förbättringar av energiomvandlingseffektiviteten. Andra viktiga historiska produktivitetskällor var automatisering, transportinfrastrukturer (kanaler, järnvägar och motorvägar), nya material (stål) och kraft, vilket inkluderar ånga och förbränningsmotorer samt elektricitet. Andra produktivitetsförbättringar inkluderade mekaniserat jordbruk och vetenskapligt jordbruk inklusive kemiska gödningsmedel och boskaps- och fjäderfähantering, samt den gröna revolutionen. Utbytbara delar tillverkade med verktygsmaskiner drivna av elmotorer utvecklades till massproduktion, vilket används universellt idag.

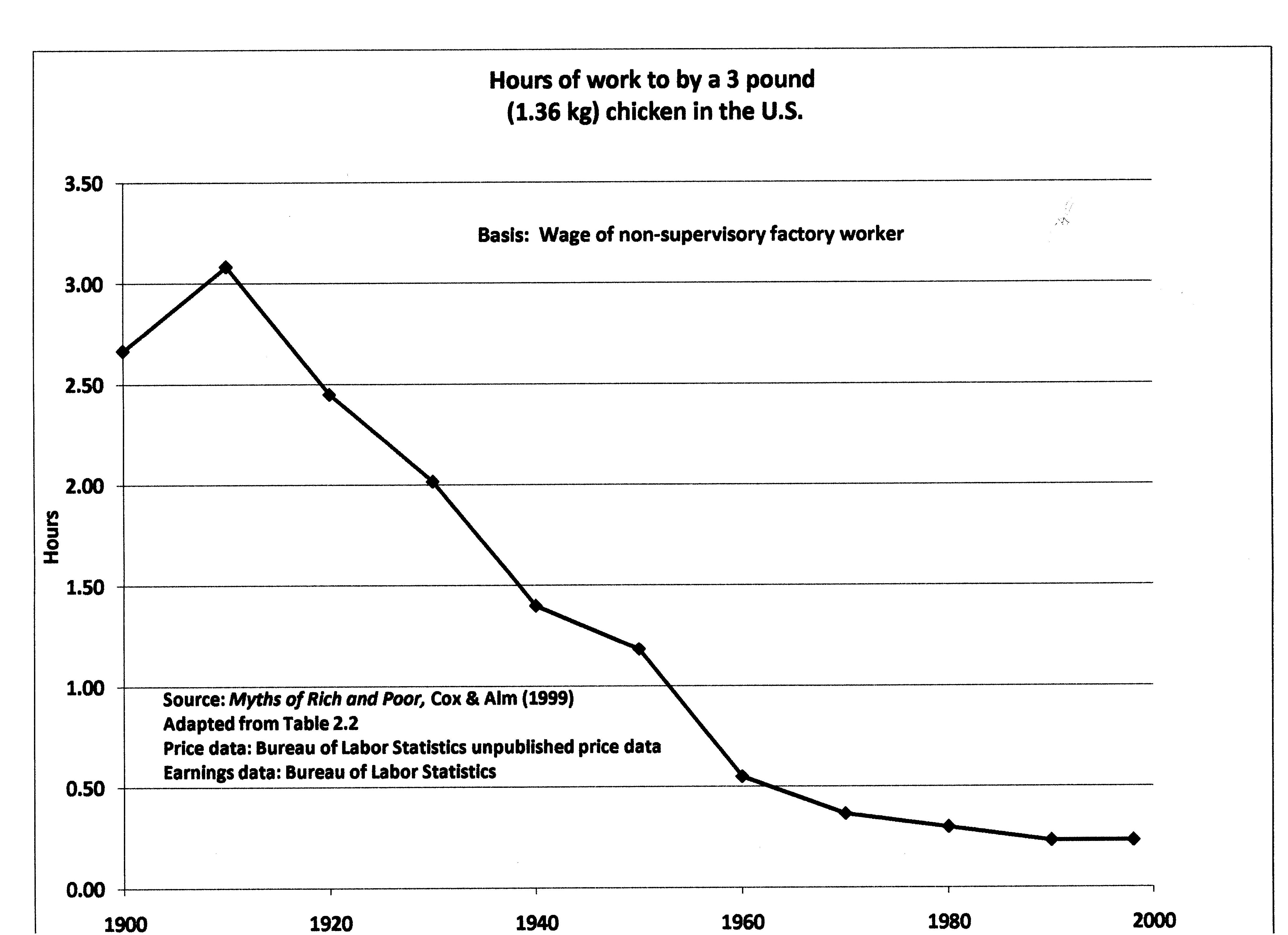
Produktivitet sänkte kostnaden för de flesta varor sett till den arbetstid som krävdes för inköp. De reala livsmedelspriserna sjönk på grund av förbättringar inom transport och handel, mekaniserat jordbruk, gödningsmedel, vetenskapligt jordbruk och den gröna revolutionen.

Stora källor till produktivitetsförbättring i slutet av 1800-talet var järnvägar, ångfartyg, hästdragna skördemaskiner och skördetröskor samt ångdrivna fabriker. Uppfinningen av processer för att tillverka billigt stål var viktig för många former av mekanisering och transport. I slutet av 1800-talet sjönk både priser och veckoarbetstimmar eftersom mindre arbetskraft, material och energi krävdes för att producera och transportera varor. Reallönerna steg dock, vilket gjorde det möjligt för arbetarna att förbättra sin kost, köpa konsumtionsvaror och ha råd med bättre bostäder.
Massproduktionen på 1920-talet skapade överproduktion, vilket förmodligen var en av flera orsaker till den stora depressionen på 1930-talet. Efter den stora depressionen återupptogs den ekonomiska tillväxten, delvis understödd av ökad efterfrågan på befintliga varor och tjänster, såsom bilar, telefoner, radioapparater, elektricitet och hushållsapparater. Nya varor och tjänster inkluderade tv, luftkonditionering och kommersiell flygning (efter 1950), vilket skapade tillräckligt med ny efterfrågan för att stabilisera arbetsveckan. Byggandet av väginfrastruktur bidrog också till tillväxten efter andra världskriget, liksom kapitalinvesteringar i tillverknings- och kemisk industri. Ekonomin efter andra världskriget gynnades också av upptäckten av stora mängder olja runt om i världen, särskilt i Mellanöstern. Enligt John W. Kendricks uppskattning berodde tre fjärdedelar av ökningen av USA:s BNP per capita från 1889 till 1957 på ökad produktivitet.
Den ekonomiska tillväxten i USA avtog efter 1973. Däremot har tillväxten i Asien varit stark sedan dess, med början i Japan och spridit sig till de fyra asiatiska tigrarna, Kina, Sydostasien, den indiska subkontinenten och Asien och Stillahavsområdet. År 1957 hade Sydkorea en lägre BNP per capita än Ghanas, och år 2008 var den 17 gånger så hög som Ghanas. Den japanska ekonomiska tillväxten har avtagit avsevärt sedan slutet av 1980-talet.
Produktiviteten i USA ökade i allt högre takt under hela 1800-talet och var snabbast under 1900-talets tidiga till mitten av 1900-talet. Produktivitetstillväxten i USA ökade kraftigt mot slutet av århundradet, 1996–2004, på grund av en acceleration i takten för teknisk innovation, känd som Moores lag. Efter 2004 återgick produktivitetstillväxten i USA till de låga nivåerna från 1972–96.

### Faktorackumulering
Kapital inom ekonomi avser vanligtvis fysiskt kapital, vilket består av strukturer (den största delen av fysiskt kapital) och utrustning som används i näringslivet (maskiner, fabriksutrustning, datorer och kontorsutrustning, byggutrustning, affärsfordon, medicinsk utrustning etc.). Till en viss grad är ökningar av mängden kapital per arbetare en viktig orsak till ekonomisk produktionstillväxt. Kapital är föremål för minskande avkastning på grund av det belopp som effektivt kan investeras och på grund av den växande avskrivningsbördan. I utvecklingen av ekonomisk teori ansågs inkomstfördelningen ske mellan arbetskraft och ägare av mark och kapital. Under de senaste decennierna har flera asiatiska länder uppvisat hög ekonomisk tillväxt driven av kapitalinvesteringar.
Arbetsveckan minskade avsevärt under 1800-talet. Vid 1920-talet var den genomsnittliga arbetsveckan i USA 49 timmar, men arbetsveckan reducerades till 40 timmar (varefter övertidstillägg tillämpades) som en del av National Industrial Recovery Act från 1933.
Demografiska faktorer kan påverka tillväxten genom att ändra sysselsättningsgraden i förhållande till befolkningen och arbetskraftsdeltagandet. Industrialiseringen skapar en demografisk övergång där födelsetalen minskar och befolkningens medelålder ökar.
Kvinnor med färre barn och bättre tillgång till arbetsmarknaden tenderar att ansluta sig till arbetskraften i högre andel. Det finns en minskad efterfrågan på barnarbete och barn tillbringar fler år i skolan. Ökningen av andelen kvinnor i arbetskraften i USA bidrog till ekonomisk tillväxt, liksom babyboomers inträde i arbetskraften.

### Konventionell tillväxtdomän
Det har observerats att BNP-tillväxten påverkas av ekonomins storlek. Sambandet mellan BNP-tillväxt och BNP över länderna vid en viss tidpunkt är konvext. Tillväxten ökar när BNP når sitt maximala och börjar sedan minska. Det finns ett visst extremt värde. Det här är inte direkt en medelinkomstfälla. Det observeras för både utvecklade och utvecklingsländer. Faktum är att länder som har denna egenskap tillhör den konventionella tillväxtdomänen. Extremläget skulle dock kunna utvidgas genom tekniska och politiska innovationer och vissa länder rör sig in i innovativa tillväxtområden med högre gränsvärden.

### Humankapital
Många teoretiska och empiriska analyser av ekonomisk tillväxt tillskriver en viktig roll till ett lands nivå av humankapital, definierat som befolkningens eller arbetskraftens kompetens. Humankapital har inkluderats i både neoklassiska och endogena tillväxtmodeller.
Ett lands nivå av humankapital är svår att mäta eftersom det skapas hemma, i skolan och på jobbet. Ekonomer har försökt mäta humankapital med hjälp av ett flertal mått, inklusive befolkningens läs- och skrivkunnighetsnivå, dess nivå av räkneförmåga, dess nivå av bokproduktion/capita, dess genomsnittliga nivå av formell skolutbildning, dess genomsnittliga testresultat på internationella tester och dess kumulativa avskrivna investeringar i formell skolutbildning. Det vanligaste måttet på humankapital är nivån (genomsnittligt antal år) av skolgång i ett land, baserat på datautvecklingen av Robert Barro och Jong-Wha Lees. Detta mått används ofta eftersom Barro och Lee tillhandahåller data för ett flertal länder i femårsintervaller under en lång tidsperiod.
Ett problem med att mäta utbildningsnivå genom skolgång är att mängden humankapital som byggs upp under ett skolår varierar mellan olika utbildningsnivåer och mellan olika länder. Det här måttet antar också att humankapital enbart utvecklas genom formell utbildning, trots att det finns mycket forskning som visar att familj, närmiljö, vänner och hälsa också har stor betydelse för humankapitalets utveckling. Trots dessa möjliga brister har Theodore Breton visat att detta mått ändå kan användas som en representation av humankapital i loglinjära tillväxtmodeller, eftersom BNP per vuxen i olika länder följer ett loglinjärt samband med det genomsnittliga antalet skolår – precis som det loglinjära sambandet mellan individers inkomster och deras antal skolår enligt Mincer-modellen.
Eric Hanushek och Dennis Kimko introducerade mått på elevers matematik- och naturvetenskapliga färdigheter från internationella bedömningar i tillväxtanalyser. De fann att detta mått på humankapital var mycket signifikant relaterat till ekonomisk tillväxt. Eric Hanushek och Ludger Wößmann har utökat denna analys. Theodore Breton visar att korrelationen mellan ekonomisk tillväxt och elevernas genomsnittliga testresultat i Hanushek och Wößmanns analyser faktiskt beror på sambandet i länder med mindre än åtta års skolgång. Han visar att ekonomisk tillväxt inte är korrelerad med genomsnittliga poäng i mer utbildade länder. Hanushek och Wößmann undersöker vidare om sambandet mellan kunskapskapital och ekonomisk tillväxt är kausalt. De visar att nivån på elevernas kognitiva färdigheter kan förklara den långsamma tillväxten i Latinamerika och den snabba tillväxten i Östasien.
Joerg Baten och Jan Luiten van Zanden använder bokproduktion per capita som ett mått på sofistikerad läskunnighet och finner att "Länder med höga nivåer av humankapitalbildning under 1700-talet initierade eller deltog i industrialiseringsprocessen under 1800-talet, medan länder med låga nivåer av humankapitalbildning inte kunde göra det, bland dem många av dagens mindre utvecklade länder som Indien, Indonesien och Kina."

### Hälsa
Här betraktas hälsa som en funktion utifrån Amartya Sen och Martha Nussbaums förmågoran, som säger att en individ måste uppnå prestationer, såsom ekonomisk framgång. Således är hälsa i bredare bemärkelse inte frånvaro av sjukdom, utan möjligheten för människor att biologiskt utvecklas till sin fulla potential under hela livet Det är etablerat att humankapital är en viktig tillgång för ekonomisk tillväxt, men det kan bara vara så om befolkningen är frisk och välnärd. En av de viktigaste aspekterna av hälsa är dödligheten och hur ökningen eller minskningen kan påverka det arbetsutbud som dominerar i en utvecklingsekonomi. Minskning av dödligheten utlöser större investeringar i individuellt humankapital och en ökad ekonomisk tillväxt. Matteo Cervellati och Uwe Sunde och Rodrigo. R Soares betraktar ramverk där minskad dödlighet påverkar föräldrar att skaffa färre barn och att ge dessa barn god utbildning, vilket i sin tur leder till en ekonomisk-demografisk övergång.
Sambandet mellan hälsa och ekonomisk tillväxt nyanseras ytterligare genom att skilja specifika sjukdomars inflytande på BNP per capita från aggregerade hälsomått, såsom förväntad livslängd Att investera i hälsa är därför motiverat både ur ett tillväxt- och rättviseperspektiv, med tanke på den viktiga roll som hälsa spelar i ekonomin. Att skydda hälso- och sjukvårdstillgångar från effekterna av systemiska övergångskostnader för ekonomiska reformer, pandemier, ekonomiska kriser och naturkatastrofer är också avgörande. Skydd mot chocker som orsakas av sjukdom och död tas vanligtvis om hand inom ett lands socialförsäkringssystem. I områden som Afrika söder om Sahara, där förekomsten av hiv och aids har en jämförelsevis negativ inverkan på den ekonomiska utvecklingen. Det ska bli intressant att se hur forskning inom hälsoområdet inom en snar framtid avslöjar hur världen kommer att klara sig med SARS-CoV-2, särskilt med tanke på de ekonomiska effekter det redan har om två år. I slutändan, när människor i genomsnitt lever längre, är det mer sannolikt att utgifter för humankapital lönar sig, och alla dessa mekanismer kretsar kring komplementariteten mellan livslängd, hälsa och utbildning, vilket det finns gott om empiriska bevis för.

### Politiska institutioner
"I takt med att institutioner påverkar beteenden och incitament i verkliga livet, formar de nationers framgång eller misslyckande."

Inom ekonomi och ekonomisk historia underlättades övergången från tidigare ekonomiska system till kapitalism genom antagandet av statlig politik som främjade handel och gav individer mer personlig och ekonomisk frihet. Dessa inkluderade nya lagar som gynnade etablering av företag, inklusive avtalsrätt, lagar som skyddar privat egendom och avskaffandet av lagar mot ocker.
Mycket av litteraturen om ekonomisk tillväxt hänvisar till den brittiska statens framgångssaga efter den ärorika revolutionen 1688, där hög finanspolitisk kapacitet i kombination med begränsningar av kungens makt skapade en viss respekt för rättsstatsprincipen. Andra har dock ifrågasatt att denna institutionella formel inte är lika lätt att kopiera någon annanstans, eftersom en förändring av konstitutionen – och den typ av institutioner som skapas genom den förändringen – inte nödvändigtvis skapar en förändring i politisk makt om samhällets ekonomiska makt inte är i linje med den nya uppsättningen av rättsstatsinstitutioner. I England följde en dramatisk ökning av statens finanspolitiska kapacitet skapandet av begränsningar för kronan, men på andra håll i Europa skedde ökningar av statens kapacitet innan större rättsstatsreformer genomfördes.
Stater har utvecklat sin statliga (finansiella) kapacitet på många olika sätt, och dessa skillnader i kapacitet har antingen främjat eller försvårat deras ekonomiska utveckling. I Englands fall möjliggjorde den grundläggande likformigheten i landets geografi och befolkning att man redan från medeltiden kunde etablera ett enhetligt rättssystem och skattesystem, vilket i sin tur gjorde det möjligt att kraftigt höja skatteintäkterna efter år 1689. Å andra sidan möttes den franska erfarenheten av statsbyggande av mycket starkare motstånd från lokala feodala makter, vilket höll den juridiskt och finanspolitiskt fragmenterad fram till den franska revolutionen trots betydande ökningar av statens kapacitet under 1600-talet. Dessutom kunde Preussen och Habsburgriket – mycket mer heterogena stater än England – öka sin statskapacitet under 1700-talet utan att begränsa den verkställande maktens befogenheter. Det är dock osannolikt att ett land kommer att skapa institutioner som respekterar äganderätt och rättsstatsprincipen utan att först ha haft mellanliggande finanspolitiska och politiska institutioner som skapar incitament för eliter att stödja dem. Många av dessa institutioner på mellannivå förlitade sig på informella privata ordningsarrangemang som i kombination med offentliga ordningsinstitutioner associerade med stater lade grunden för moderna rättsstatsprinciper.
I många låginkomst- och utvecklingsländer äger människor stora mängder mark och bostäder som inte är registrerade inom det officiella, lagliga systemet för fastighetsägande. I många städer bygger fattiga människor sina hem genom att ta mark som ägs av staten eller av privata aktörer, vilket innebär att de saknar laglig äganderätt till dessa fastigheter. En stor del av denna oregistrerade egendom ägs istället informellt genom olika lokala fastighetsgrupper eller andra typer av arrangemang. Anledningar till att fastigheter ägs utanför det lagliga systemet kan vara att det är alltför komplicerat och byråkratiskt att köpa och registrera egendom, att dokument inte blir officiellt bevittnade (notariserade), eller att de visserligen notariseras men aldrig registreras hos den formella myndigheten. Enligt Hernando De Soto begränsar oklara äganderätter ekonomisk tillväxt, eftersom människor inte kan använda mark som säkerhet för att få lån, vilket berövar många fattiga länder en av deras viktigaste potentiella kapitalkällor. Oregistrerade företag och brist på accepterade redovisningsmetoder är andra faktorer som begränsar potentiellt kapital. Företag och privatpersoner som är verksamma inom oregistrerad ekonomi samt ägare till oregistrerad egendom åsamkas ofta kostnader i form av mutor och avbetalningar, vilka i många fall utgör en kompensation för de skatter som undviks genom den informella verksamheten.
”Demokrati orsakar tillväxt”, enligt Acemoglu et al. De menar specifikt att ”demokrati ökar framtida BNP genom att uppmuntra investeringar, öka skolan, genomföra ekonomiska reformer, förbättra tillhandahållandet av offentliga varor och minska social oro”. UNESCO och FN anser också att skydd av kulturella egendomar, högkvalitativ utbildning, kulturell mångfald och social sammanhållning i väpnade konflikter är särskilt nödvändiga för kvalitativ tillväxt.
Daron Acemoglu, Simon Johnson och James Robinson menar att sambandet mellan höga inkomster och kallare klimat egentligen är ett resultat av historiska händelser. När européerna koloniserade olika delar av världen använde de olika strategier, beroende på omständigheterna i varje område, vilket ledde till att olika institutioner skapades. I områden där det fanns hög risk för att kolonisatörer skulle dö (till exempel på grund av tropiska sjukdomar) blev det svårt att bosätta sig permanent, och i dessa fall valde de istället att införa institutioner som syftade till att utvinna resurser. Dessa institutioner levde ofta kvar även efter att länderna blivit självständiga. Däremot, i områden med ett mildare klimat där européerna kunde bosätta sig långsiktigt, skapade de institutioner med fokus på permanent bosättning, ofta inspirerade av institutionerna i deras hemländer. I dessa så kallade "neo-Europa" ledde dessa bättre institutioner i sin tur till bättre ekonomisk utveckling.
Medan andra ekonomer ofta fokuserar på vem kolonisatören var eller vilket rättssystem som infördes, riktar dessa forskare istället uppmärksamheten mot miljöförhållandena som påverkade vilken typ av institutioner som uppstod. Till exempel har många tidigare kolonier ärvt både korrupta regeringar och gränsdragningar som inte tar hänsyn till etniska grupper och geografiska förhållanden, vilket skapar konflikter och försvårar utveckling. Ett annat exempel är att i kolonier där det inte fanns stora ursprungsbefolkningar utvecklades ofta starkare äganderätter och bättre incitament för långsiktiga investeringar, till skillnad från områden där stora ursprungsbefolkningar redan bodde.
I Why Nations Fail skrev Acemoglu och Robinson att engelsmännen i Nordamerika började med att försöka upprepa de spanska conquistadorernas framgång med att utvinna rikedom (särskilt guld och silver) från de länder de hade erövrat. Detta system misslyckades upprepade gånger för engelsmännen. Deras framgångar vilade på att ge mark och en röst i regeringen till varje manlig nybyggare för att stimulera produktivt arbete. I Virginia tog det tolv år och många dödsfall av svält innan guvernören beslutade att pröva demokrati.
Ekonomisk tillväxt, dess hållbarhet och dess fördelning är fortfarande centrala aspekter av regeringens politik. Till exempel erkänner den brittiska regeringen att "regeringen kan spela en viktig roll i att stödja ekonomisk tillväxt genom att bidra till att skapa lika villkor genom hur den köper offentliga varor, arbeten och tjänster", och "Ekonomisk tillväxt efter pandemin" har presenterats i en serie utredningar som genomförts av den parlamentariska kommittén för näringsliv, energi och industristrategi, där man menar att den brittiska regeringen "har ett stort jobb att göra för att hjälpa företag att överleva, stimulera ekonomisk tillväxt och uppmuntra skapandet av välbetalda och meningsfulla jobb".

### Entreprenörer och nya produkter
Beslutsfattare och forskare lyfter ofta fram entreprenörskapets betydelse för ekonomisk tillväxt. Trots detta finns förvånansvärt få empiriska studier som undersöker och kvantifierar entreprenörskapets direkta effekt på tillväxt. En bidragande orsak är problematiken med endogenitet, där faktorer som påverkar ekonomisk tillväxt samtidigt påverkar entreprenörskapet. Detta innebär att det är svårt att empiriskt särskilja entreprenörskapets effekt från tillväxtens drivkrafter. Några få studier som använder kvasi-experimentella metoder har dock visat att entreprenörskap och tätheten av småföretag faktiskt har en kausal effekt på regional ekonomisk tillväxt.
En annan betydande drivkraft för ekonomisk tillväxt är införandet av nya produkter och tjänster samt förbättringar av befintliga produkter. Nya produkter genererar efterfrågan, vilket är nödvändigt för att kompensera för den minskning av sysselsättningen som orsakas av arbetsbesparande teknologier, samt i mindre grad av effektiviseringar inom energi- och materialanvändning. I USA år 2013 gick cirka 60 % av konsumtionen till varor och tjänster som inte existerade 1869. Dessutom har skapandet av nya tjänster varit viktigare än uppfinningen av nya varor.

### Strukturell förändring
Den ekonomiska tillväxten i USA och andra utvecklade länder genomgick faser som påverkade tillväxten genom förändringar i arbetskraftsdeltagandet och de relativa storlekarna på ekonomiska sektorer. Övergången från en jordbruksekonomi till tillverkningsindustrin ökade storleken på den sektor med hög produktion per timme (den högproduktiva tillverkningssektorn), samtidigt som storleken på den sektor med lägre produktion per timme (den lägre produktiviteten inom jordbruket) minskade. Så småningom minskade den höga produktivitetstillväxten inom tillverkningsindustrin sektorns storlek, i takt med att priserna sjönk och sysselsättningen krympte i förhållande till andra sektorer. Tjänste- och offentliga sektorer, där produktionen per timme och produktivitetstillväxten är låg, såg ökningar i sina andelar av ekonomin och sysselsättningen under 1990-talet. Den offentliga sektorn har sedan dess krympt, medan tjänsteekonomin expanderade under 2000-talet.

## Tillväxtteorier

### Adam Smith
Adam Smith var pionjär inom modern ekonomisk tillväxt- och prestationsteori i sin bok The Wealth of Nations, som först publicerades 1776. För Smith är de viktigaste faktorerna för ekonomisk tillväxt arbetsdelning och kapitalackumulering. Dessa är dock betingade av vad han kallar "marknadens omfattning". Detta är särskilt betingat av geografiska faktorer men även av institutionella faktorer, såsom den politisk-juridiska miljön.

### Malthusiansk teori
Malthusianism är en teori som föreslår att befolkningstillväxten potentiellt kan ske exponentiellt, medan tillväxten av livsmedelsförsörjning och andra resurser är linjär. Detta leder enligt teorin så småningom till en minskning av levnadsstandarden, vilket i sin tur kan orsaka en befolkningsminskning. Den malthusianska teorin hävdar också att tekniska framsteg under större delen av mänsklighetens historia främst bidrog till ökad befolkningstillväxt, utan att på lång sikt påverka inkomsten per capita. Enligt teorin kännetecknades tekniskt avancerade samhällen under denna period av högre befolkningstäthet, men deras inkomst per capita skiljde sig inte väsentligt från den i tekniskt mindre utvecklade samhällen.
De konceptuella grunderna för den malthusianska teorin utformades av Thomas Malthus, och en modern representation av detta tillvägagångssätt ges av Ashraf och Galor. I linje med förutsägelserna i den malthusianska teorin finner en tvärnationell analys en signifikant positiv effekt av den teknologiska nivån på befolkningstätheten och en obetydlig effekt på inkomsten per capita betydligt under åren 1–1500.

### Klassisk tillväxtteori
Inom klassisk (ricardiansk) ekonomi grundas produktionsteorin och tillväxtteorin på hållbarhetsteorin samt lagen om variabla proportioner. Denna lag innebär att en ökning av en produktionsfaktor, antingen arbetskraft eller kapital, medan den andra faktorn hålls konstant och utan teknologiska förändringar, leder till en ökning av produktionen, men i en avtagande takt som så småningom närmar sig noll. Dessa principer har sitt ursprung i Thomas Malthus teorier kring jordbruk. Malthus använde exempel såsom förhållandet mellan antalet skördade frön och antalet planterade frön (kapital) på en odlingslott samt storleken på skörden i relation till antalet arbetare som var anställda på samma lott.
Kritik mot klassisk tillväxtteori är att teknologi, en viktig faktor för ekonomisk tillväxt, hålls konstant och att stordriftsfördelar ignoreras.
En populär teori på 1940-talet var den så kallade "big push"-modellen, som föreslog att länder behövde hoppa från ett utvecklingsstadium till ett annat genom en positiv cykel, där stora investeringar i infrastruktur och utbildning i kombination med privata investeringar skulle föra ekonomin till ett mer produktivt stadium och bryta sig loss från ekonomiska paradigm som är lämpliga för ett lägre produktivitetsstadium. Idén återupplivades och formulerades rigoröst i slutet av 1980-talet av Kevin Murphy, Andrei Shleifer och Robert Vishny.

### Solow-Swan-modellen
Robert Solow och Trevor Swan utvecklade det som så småningom blev den huvudsakliga modellen som användes inom tillväxtekonomi på 1950-talet. Denna modell utgår från antagandet om avtagande avkastning på kapital och arbetskraft. Kapital ackumuleras genom investeringar, men dess totala nivå minskar samtidigt kontinuerligt på grund av avskrivningar. På grund av den avtagande avkastningen på kapital, och vid frånvaro av tekniska framsteg, uppnår produktionen per arbetare en nivå där både kapital per arbetare och produktion per arbetare förblir oförändrade. Detta inträffar när de årliga investeringarna i kapital motsvarar kapitalets årliga avskrivningar. Detta tillstånd benämns "stationärt tillstånd".
I Solow-Swan-modellen innebär tekniska framsteg en ökning av produktiviteten, vilket leder till att produktionen per arbetare fortsätter att öka även när ekonomin befinner sig i ett stationärt tillstånd (steady state). Om produktiviteten ökar i en konstant takt, ökar produktionen per arbetare i en motsvarande steady-state-takt. Tillväxt kan i modellen ske antingen genom en ökning av den andel av BNP som investeras eller genom tekniska framsteg. Oavsett investeringsnivå konvergerar kapital per arbetare så småningom mot ett steady state, vilket innebär att tillväxttakten för produktion per arbetare i längden endast bestäms av takten i tekniska framsteg. Därmed, med tillgång till samma världsteknologi och konstant teknisk utveckling, förväntas alla länder ha samma stabila tillväxttakt. Varje land kan dock ha olika nivåer av BNP per arbetare beroende på sin investeringsandel av BNP. Enligt modellen är rika länder de som under lång tid har investerat en hög andel av BNP, medan fattiga länder kan öka sin rikedom genom att öka sin investeringsandel. En central förutsägelse i modellen, som i stor utsträckning stöds av empiriska data, är villkorad konvergens – idén att fattiga länder växer snabbare än rika och kan närma sig deras inkomstnivåer, förutsatt att de har liknande investerings- och sparnivåer samt tillgång till samma teknologi.
Solow-Swan-modellen klassificeras som en "exogen" tillväxtmodell eftersom den inte förklarar varför olika länder investerar olika andelar av BNP i kapital eller varför teknologiska förbättringar sker över tid. Istället behandlas både investeringstakten och takten för tekniska framsteg som exogena faktorer, det vill säga givna utanför modellen. Modellens styrka ligger i dess förmåga att förutsäga mönster i ekonomisk tillväxt när dessa två faktorer är specificerade. Samtidigt utgör modellens oförmåga att förklara de bakomliggande orsakerna till investeringstakten och teknologisk utveckling en viktig begränsning.
Trots att investeringstakten i modellen är exogen, förutspår Solow-Swan-modellen under vissa förutsättningar en implicit konvergens i investeringstakten mellan länder. I en global ekonomi med en internationell finansiell kapitalmarknad tenderar kapital att flöda till de länder där avkastningen på investeringar är högst. Eftersom länder med mindre kapital per arbetare (ofta fattigare länder) har högre marginalavkastning på kapital till följd av avtagande avkastning, innebär detta att kapital per arbetare och produktion per arbetare gradvis konvergerar mot samma nivå över olika länder på en global finansiell kapitalmarknad. Eftersom finansiellt kapital historiskt sett inte har flödat till länder med låg kapital per arbetare, har den grundläggande Solow-Swan-modellen en konceptuell brist. Från och med 1990-talet har denna begränsning adresserats genom att modellen utökats med ytterligare variabler som kan förklara varför vissa länder uppvisar lägre produktivitet än andra och därmed inte attraherar globala kapitalflöden, trots att de har mindre fysiskt kapital per arbetare.
I praktiken observerades sällan fullständig konvergens mellan länders ekonomiska tillväxt. År 1957 tillämpade Robert Solow sin modell på data från USA:s bruttonationalprodukt för att uppskatta olika tillväxtbidrag. Resultatet visade att ökningen av kapital och arbetskraft tillsammans förklarade ungefär hälften av tillväxten, medan justeringar för befolkningens påverkan på kapital förklarade cirka en åttondel. Den del av tillväxten som inte kunde förklaras av dessa faktorer benämns Solow-residualen och tillskrivs tekniska framsteg, ofta betecknade som A(t). Trots modellens framgångar hade den begränsningar, bland annat att den inte tog hänsyn till politikens roll i att påverka tillväxttakten. Få studier, bland annat av RAND Corporation och ekonomen Kenneth Arrow, försökte åtgärda dessa brister. Arrow föreslog att ny kunskap är odelbar, endogen och medför fasta kostnader. Han utvecklade en modell där kunskap ackumuleras genom praktisk erfarenhet och lärande inom företag.

### Endogen tillväxtteori
Kritik mot antagandet om exogena tekniska framsteg i Solow-Swan-modellen ledde till att ekonomer under 1980-talet utvecklade teorier för att "endogenisera" produktivitetstillväxt, det vill säga att förklara den utifrån modellens egna mekanismer. Denna utveckling resulterade i teorin om endogen tillväxt, främst utvecklad av Robert Lucas Jr. och hans student Paul Romer, vilken inkluderar en matematisk beskrivning av tekniska framsteg. Modellen är särskilt känd för att inkludera humankapital, vilket förstås som förändringar i investeringsmönster inom utbildning samt hälso- och sjukvård, utförda av privata företag eller offentliga myndigheter. Trots de politiska konsekvenser som denna komponent medför, framhäver det endogena synsättet på investeringar i humankapital möjligheten till breda positiva effekter som även kan gynna andra företag inom ekonomin. Därför antas humankapital ge ökande avkastning, till skillnad från fysiskt kapital. Forskningen inom detta område har i stor utsträckning koncentrerats på faktorer som främjar humankapital, exempelvis utbildning, samt teknisk förändring, såsom innovation. Kvantitetsteorin för endogen produktivitetstillväxt introducerades av den ryske ekonomen Vladimir Pokrovskij. Teorin förklarar ekonomisk tillväxt som en följd av samspelet mellan tre faktorer, däribland de tekniska egenskaperna hos produktionsutrustningen. Modellen möjliggör förutsägelser av historiska tillväxttakters utveckling med hög noggrannhet utan att använda godtyckliga parametrar.
Under Memorial Day-helgen 1988 hölls en konferens i Buffalo där ledande ekonomer samlades för att granska och diskutera olika teorier om ekonomisk tillväxt. Deltagare inkluderade bland andra Paul Romer, Paul Krugman, Robert Barro och Gary Becker. Bland de många publikationer som presenterades utmärkte sig Romers artikel "Micro Foundations for Aggregate Technological Change". I denna framhölls att endogen teknologisk förändring innefattar immateriella rättigheter och att kunskap både är en produktionsfaktor och en produkt. Romer argumenterade för att nationella tillväxtnivåer i hög grad påverkas av offentliga politiska åtgärder, handel och immateriella rättigheter. Han betonade vikten av kumulativt kapital och specialisering, samt att det inte enbart är befolkningstillväxt som bidrar till ökningen av kunskapskapital, utan särskilt humankapital som är specifikt utbildat för att utveckla nya idéer.
Immateriella rättigheter har en betydande roll inom innovation och ekonomisk tillväxt, men deras effekter är omdiskuterade. Baker (2016) refererar till flera studier som indikerar att starkare patentskydd kan vara kopplat till en långsammare ekonomisk tillväxt, särskilt inom den etiska hälsovårdssektorn. Enligt Baker leder detta till att skattebetalare i praktiken betalar två gånger för nya läkemedel och diagnostiska metoder: först genom offentliga forskningssubventioner och sedan genom de höga priserna på behandlingar och diagnostik. Han argumenterar vidare att om forskningsresultat som finansieras av offentliga medel gjordes allmänt tillgängliga, skulle tillgången till förbättrade diagnoser och behandlingar öka globalt, vilket skulle bidra till bättre folkhälsa.
En gren av teorin om endogen tillväxt utvecklades på grundval av den schumpeterianska teorin, uppkallad efter den österrikiske ekonomen Joseph Schumpeter från 1900-talet. Tillvägagångssättet förklarar tillväxt som en konsekvens av innovation och en process av kreativ destruktion som fångar den dubbla naturen hos tekniska framsteg: i termer av skapande introducerar entreprenörer nya produkter eller processer i hopp om att de ska åtnjuta tillfälliga monopolliknande vinster när de erövrar marknader. Genom att göra det gör de gamla tekniker eller produkter föråldrade. Detta kan ses som en ogiltigförklaring av tidigare teknologier, vilket gör dem föråldrade och "förstör de vinster som genererats av tidigare innovationer".:855 En viktig modell som illustrerar schumpeteriansk tillväxt är Aghion-Howitt modellen.

### Enhetlig tillväxtteori
Den enhetliga tillväxtteorin utvecklades av Oded Galor och hans medförfattare för att ta itu med den endogena tillväxtteorins oförmåga att förklara viktiga empiriska regelbundenheter i tillväxtprocesserna i enskilda ekonomier och världsekonomin som helhet. Den enhetliga tillväxtteorin utgör ett ramverk som integrerar de huvudsakliga faserna i mänsklighetens ekonomiska utveckling, till skillnad från teorin om endogen tillväxt som främst fokuserar på den moderna tillväxtregimen och inte förklarar orsakerna till inkomstojämlikhet mellan nationer. Teorin beskriver följande utvecklingsfaser: (i) den malthusianska epoken, som präglade större delen av mänsklighetens historia, (ii) övergången från den malthusianska fällan, (iii) framväxten av humankapital som en central faktor i tillväxtprocessen, (iv) inledningen av fertilitetsminskning, (v) början på den moderna eran av hållbar ekonomisk tillväxt, samt (vi) orsakerna till skillnader i inkomst per capita mellan nationer under de senaste två århundradena.
Enligt teorin motverkades tekniska framsteg under större delen av historien av befolkningstillväxt, vilket höll levnadsstandarden nära existensminimum. Det ökande samspelet mellan teknikutveckling och befolkningens storlek och sammansättning har emellertid successivt förstärkt teknologins utveckling, vilket har ökat betydelsen av utbildning för individers anpassningsförmåga till en föränderlig teknisk miljö. Den ökade resursallokeringen till utbildning ledde till en fertilitetsminskning, vilket möjliggjorde att ekonomier kunde omfördela större delar av frukterna av tekniska framsteg till en stabil ökning av inkomsten per capita istället för till befolkningstillväxt. Detta skapade förutsättningar för hållbar ekonomisk tillväxt.
Teorin framhåller dessutom att variationer i biogeografiska, kulturella och institutionella faktorer har bidragit till olika hastigheter i övergången från stagnation till tillväxt mellan länder, vilket förklarar skillnader i inkomst per capita under de senaste två århundradena.

## Ojämlikhet och tillväxt

### Teorier
De rådande uppfattningarna om ojämlikhetens roll i tillväxtprocessen har radikalt förändrats under det senaste århundradet.
Det klassiska perspektivet, uttryckt av Adam Smith och andra, antyder att ojämlikhet främjar tillväxtprocessen. Mer specifikt, eftersom det aggregerade sparandet ökar med ojämlikhet på grund av högre tillgångar att spara bland de rika, antyder den klassiska synvinkeln att ojämlikhet stimulerar kapitalackumulering och därmed ekonomisk tillväxt.
Det neoklassiska perspektivet, som bygger på antagandet om en representativ agent, förnekar att ojämlikhet spelar en betydande roll i den ekonomiska tillväxtprocessen. Enligt denna teori kan tillväxtprocessen påverka inkomstfördelningen, men inkomstfördelningen i sig har ingen effekt på tillväxttakten eller tillväxtens dynamik.
Det moderna perspektiv som framkom i slutet av 1980-talet antyder däremot att inkomstfördelningen har en betydande inverkan på tillväxtprocessen. Det moderna perspektivet, som härstammar från Galor och Zeira, belyser heterogenitetens viktiga roll i bestämningen av aggregerad ekonomisk aktivitet och ekonomisk tillväxt. Galor och Zeira menar särskilt att eftersom kreditmarknaderna är ofullkomliga har ojämlikhet en bestående inverkan på humankapitalbildning, inkomstnivån per capita och tillväxtprocessen. I motsats till det klassiska paradigmet, som betonade de positiva konsekvenserna av ojämlikhet för kapitalbildning och ekonomisk tillväxt, menar Galor och Zeira att ojämlikhet har en negativ effekt på humankapitalbildning och utvecklingsprocessen, i alla utom de mycket fattiga ekonomierna.
Senare teoretiska framsteg har stärkt uppfattningen att ojämlikhet påverkar den ekonomiska tillväxten negativt. Specifikt argumenterar ekonomer såsom Alesina, Rodrik, Persson och Tabellini för en politisk-ekonomisk mekanism där ojämlikhet leder till tryck för snedvriden omfördelningspolitik. Denna politik antas minska incitamenten för investeringar, vilket i sin tur hämmar ekonomisk utveckling och tillväxt.
Enligt kreditmarknadens ofullkomlighetshypotes visade en studie av Roberto Perotti att ojämlikhet är kopplad till lägre nivåer av humankapitalbildning, såsom utbildning, arbetslivserfarenhet och lärlingsutbildning, samt till högre fertilitetsnivåer. Vidare är lägre humankapitalnivåer associerade med både lägre tillväxt och minskad ekonomisk utveckling. Däremot fann Perottis studie inget stöd för att ojämlikhet påverkar tillväxt genom den politisk-ekonomiska mekanismen. Det politisk-ekonomiska perspektivet på sambandet mellan ojämlikhet och ekonomisk tillväxt har reviderats, och senare forskning har visat att ojämlikhet kan motivera eliten att motverka omfördelningspolitik och institutionella reformer. Särskilt har ojämlikhet i ägandet av mark identifierats som en faktor som ger den jordägande eliten incitament att begränsa rörligheten bland landsbygdsarbetare, bland annat genom att hindra deras tillgång till utbildning och genom att förhindra utvecklingen av industrisektorn.
En enhetlig teori om ojämlikhet och ekonomisk tillväxt har utvecklats för att integrera ojämlikhetens förändrade roll i tillväxtprocessen. Denna teori förenar de motstridiga förutsägelserna från den klassiska skolan, som hävdade att ojämlikhet kan vara gynnsam för tillväxt, och den moderna skolan, som menar att ojämlikhet i närvaro av kreditmarknadsimperfektioner främst leder till underinvesteringar i humankapital och därmed till lägre ekonomisk tillväxt. Denna enhetliga teori om ojämlikhet och tillväxt, utvecklad av Oded Galor och Omer Moav, antyder att ojämlikhetens effekt på tillväxtprocessen har vänts i takt med att mänskligt kapital har ersatt fysiskt kapital som den viktigaste motorn för ekonomisk tillväxt. Under industrialiseringens tidiga faser, då ackumulering av fysiskt kapital var den huvudsakliga drivkraften för ekonomisk tillväxt, bidrog ojämlikhet till utvecklingsprocessen genom att rikta resurser till individer med högre sparbenägenhet. I senare faser, när humankapital blev den främsta faktorn för tillväxt, främjade däremot en mer jämlik inkomstfördelning investeringar i humankapital och därmed ekonomisk tillväxt, även i närvaro av kreditbegränsningar.
År 2013 postulerade den franske ekonomen Thomas Piketty att ojämlikhet tenderar att öka under perioder då den genomsnittliga årliga avkastningen på kapitalinvesteringar (r) överstiger den genomsnittliga årliga tillväxttakten i ekonomisk produktion (g). Enligt Thomas Piketty uppstår ökande ojämlikhet eftersom förmögenhet som redan innehas eller ärvs, vilken förväntas växa i takt med avkastningen på kapital (r), ackumuleras snabbare än förmögenhet som genereras genom arbete, vilken i större utsträckning är kopplad till den ekonomiska tillväxttakten (g). För att minska dessa förmögenhetsskillnader förespråkar Piketty införandet av en global förmögenhetsskatt som ett medel för att begränsa ojämlikheten.

### Bevis: reducerad form
Det empiriska sambandet i reducerad form mellan ojämlikhet och tillväxt studerades av Alberto Alesina och Dani Rodrik, samt Torsten Persson och Guido Tabellini. De finner att ojämlikhet är negativt kopplad till ekonomisk tillväxt i en tvärnationell analys.
Robert Barro undersökte på nytt det reducerade sambandet mellan ojämlikhet och ekonomisk tillväxt i en panel av länder. Han menar att det finns ett svagt samband mellan inkomstskillnader och tillväxt- och investeringstakt. Dock begränsar hans empiriska metod förståelsen av relationen mellan ojämlikhet och tillväxt av flera anledningar. För det första kontrollerar hans regressionsanalys för faktorer som utbildning, fertilitet och investeringar, vilket innebär att analysen per definition inte kan fånga den viktiga indirekta effekten av ojämlikhet på tillväxt genom dessa kanaler. Resultaten tyder därför främst på att ojämlikhet saknar en direkt effekt på tillväxt utöver de indirekta effekter som sker via utbildning, fertilitet och investeringar. För det andra fokuserar studien på ojämlikhetens effekt på den genomsnittliga tillväxttakten under de kommande tio åren, medan teorier pekar på att effekterna ofta först blir synliga på längre sikt, exempelvis genom humankapitalbildning. Slutligen tar analysen inte hänsyn till potentiella snedvridningar orsakade av omvänd kausalitet och utelämnade variabler.
Nyligen publicerade artiklar baserade på överlägsen data finner ett negativt samband mellan ojämlikhet och tillväxt. Andrew Berg och Jonathan Ostry från Internationella valutafonden finner att "lägre nettoojämlikhet är robust korrelerad med snabbare och mer varaktig tillväxt, kontrollerat för omfördelningsnivån". Likaså finner Dierk Herzer och Sebastian Vollmer att ökad inkomstskillnad minskar ekonomisk tillväxt.

### Bevis: mekanismer
Galor och Zeiras modell förutspår att effekten av ökande ojämlikhet på BNP per capita är negativ i relativt rika länder men positiv i fattiga länder. Dessa testbara förutsägelser har undersökts och bekräftats empiriskt i senare studier. Brückner och Lederman testade en ekonomisk modell på data från flera länder mellan 1970 och 2010. De undersökte hur inkomstskillnader, mätta med Gini-koefficienten, påverkar BNP per capita beroende på hur rikt ett land var från början. Resultatet visade att i fattigare länder (lägre inkomstnivåer) kan en ökning av inkomstskillnader faktiskt öka inkomsten per person med 2,3 % vid en 1 % ökning i Gini. Men i rikare länder minskar inkomsten per person med 5,3 % vid samma ökning i inkomstskillnader. Studien stödjer också idén att humankapital (kunskap och utbildning) är en viktig länk i hur ojämlikhet påverkar tillväxt: mer ojämlikhet ökar humankapital i fattiga länder, men minskar det i rikare länder.
Den senaste forskningen stöder Galor-Zeira-modellens förutsägelser. Roberto Perotti visade att, enligt teorin om kreditmarknadens imperfektioner som Galor och Zeira utvecklade, leder större ojämlikhet till att mindre humankapital (såsom utbildning, erfarenhet och lärlingsutbildning) byggs upp, samtidigt som fertiliteten blir högre. Eftersom låg nivå av humankapital är kopplat till långsammare ekonomisk tillväxt, påverkar alltså ojämlikhet tillväxten negativt. Princeton-ekonomen Roland Benabous konstaterar att tillväxtprocessen i Korea och Filippinerna "i stort sett överensstämmer med hypotesen om kreditbegränsad ackumulering av humankapital". Dessutom menar Andrew Berg och Jonathan Ostry att ojämlikhet verkar påverka tillväxt genom ackumulering av humankapital och fertilitetskanaler.
Roberto Perotti menar att den politiska ekonomiska mekanismen saknar tydligt empiriskt stöd. Han visar att ojämlikhet hör ihop med mindre omfördelning av resurser, och att mindre omfördelning – till exempel underinvesteringar i utbildning och infrastruktur – är kopplat till lägre ekonomisk tillväxt.

## Långsiktig tillväxt

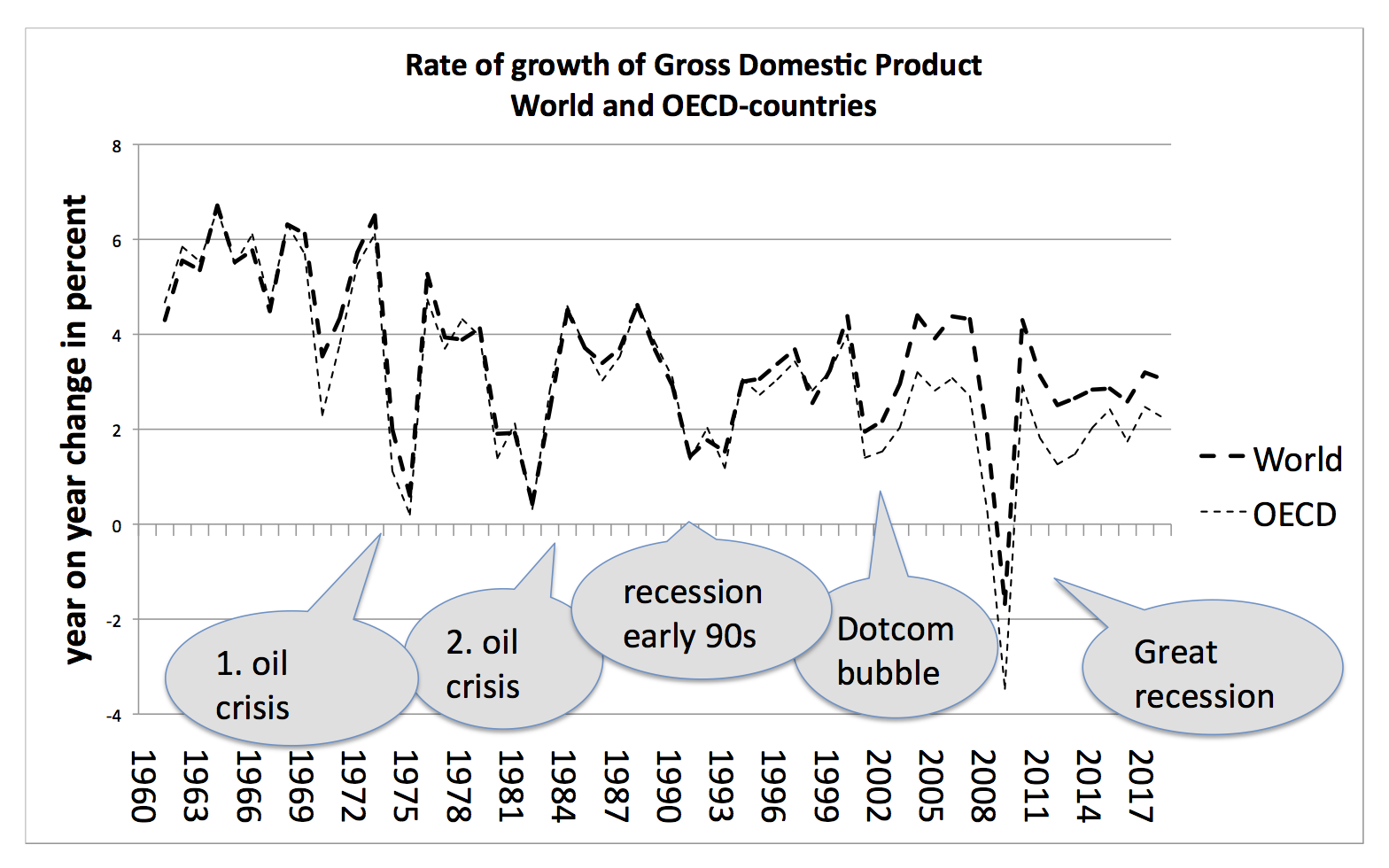
Förändringstakten för BNP, världen och OECD, sedan 1961.

Levnadsstandarden varierar avsevärt mellan olika länder och förändringen i levnadsstandard över tid skiljer sig också markant mellan länder. Tabellen nedan visar bruttonationalprodukt (BNP) per capita samt årlig tillväxttakt i BNP per capita för ett urval av länder under en period på cirka 100 år. BNP per capita är inflationsjusterad och avser således reala värden, vilket möjliggör jämförelser över tid och mellan länder utan att påverkas av prisförändringar.
| Country        | Period    | Real GDP per person at beginning of period | Real GDP per person at end of period | Real annualized growth rate |
| -------------- | --------- | ------------------------------------------ | ------------------------------------ | --------------------------- |
| Japan          | 1890–2008 | $1,504                                     | $35,220                              | 2.71%                       |
| Brazil         | 1900–2008 | $779                                       | $10,070                              | 2.40%                       |
| Mexico         | 1900–2008 | $1,159                                     | $14,270                              | 2.35%                       |
| Germany        | 1870–2008 | $2,184                                     | $35,940                              | 2.05%                       |
| Canada         | 1870–2008 | $2,375                                     | $36,220                              | 1.99%                       |
| China          | 1900–2008 | $716                                       | $6,020                               | 1.99%                       |
| United States  | 1870–2008 | $4,007                                     | $46,970                              | 1.80%                       |
| Argentina      | 1900–2008 | $2,293                                     | $14,020                              | 1.69%                       |
| United Kingdom | 1870–2008 | $4,808                                     | $36,130                              | 1.47%                       |
| India          | 1900–2008 | $675                                       | $2,960                               | 1.38%                       |
| Indonesia      | 1900–2008 | $891                                       | $3,830                               | 1.36%                       |
| Bangladesh     | 1900–2008 | $623                                       | $1,440                               | 0.78%                       |

Till synes små skillnader i årlig BNP-tillväxt kan över tid leda till betydande skillnader i BNP-nivåer. Exempelvis var BNP per capita i Storbritannien år 1870 4 808 dollar, medan motsvarande värde i USA var 4 007 dollar, vilket var cirka 20 % lägre än i Storbritannien. År 2008 hade dock situationen förändrats, där BNP per capita uppgick till 36 130 dollar i Storbritannien och 46 970 dollar i USA, vilket innebär att BNP per capita i USA var cirka 30 % högre än i Storbritannien. Enligt tabellen motsvarar detta en genomsnittlig årlig BNP-tillväxt på 1,80 % i USA respektive 1,47 % i Storbritannien. Därmed visar skillnader i tillväxttakten, även om de är små, betydande effekter på lång sikt när tillväxten är beständig över flera generationer. Dessa observationer har bidragit till att BNP-tillväxt ofta betraktas som en central aspekt inom makroekonomin:
| ...om vi kan lära oss om statliga politiska alternativ som har till och med små effekter på långsiktig tillväxt, kan vi bidra mycket mer till förbättringar av levnadsstandarden än vad som har getts av hela historien om makroekonomisk analys av konjunkturpolitik och finjusteringar. Ekonomisk tillväxt [är] den del av makroekonomin som verkligen betyder något. |
| [ 117 ] |

### Vikten av långsiktig tillväxt
Över långa tidsperioder har även små tillväxttakter, såsom en årlig ökning på 2 %, stora effekter. Till exempel upplevde Storbritannien en genomsnittlig årlig ökning på 1,97 % av sin inflationsjusterade BNP mellan 1830 och 2008. År 1830 var BNP 41 373 miljoner pund. Den växte till 1 330 088 miljoner pund år 2008. En tillväxttakt som i genomsnitt var 1,97 % under 178 år resulterade i en 32-faldig ökning av BNP fram till 2008.
Den betydande effekten av en relativt låg tillväxttakt över en lång tidsperiod förklaras av principen om exponentiell tillväxt. En välkänd regel, den så kallade 72-regeln, anger att en storlek som växer med en konstant takt på x procent per år fördubblas efter cirka 72 dividerat med x år. Exempelvis innebär en årlig tillväxttakt på 2,5 procent att BNP fördubblas inom ungefär 28,8 år, medan en tillväxttakt på 8 procent leder till en fördubbling inom nio år. Detta illustrerar hur även små skillnader i tillväxttakten mellan länder kan leda till avsevärda skillnader i levnadsstandard över tid, under förutsättning att skillnaderna kvarstår under en längre period.

## Överväganden

### Livskvalitet
En teori som kopplar ekonomisk tillväxt till livskvalitet är "tröskelhypotesen", som säger att ekonomisk tillväxt upp till en viss punkt medför en ökning av livskvaliteten. Men vid den punkten – kallad tröskelpunkten – kan ytterligare ekonomisk tillväxt medföra en försämring av livskvaliteten. Detta resulterar i en upp-och-nedvänd U-formad kurva, där kurvans toppunkt representerar den tillväxtnivå som bör siktas på. Lyckan har visat sig öka med BNP per capita, åtminstone upp till en nivå på 15 000 dollar per person.
Ekonomisk tillväxt har indirekt potential att lindra fattigdom, som ett resultat av en samtidig ökning av sysselsättningsmöjligheter och ökad arbetsproduktivitet. En studie av forskare vid Overseas Development Institute (ODI) i 24 länder som upplevde tillväxt fann att fattigdomen minskade i 18 fall.

Produktivitetsökningar leder inte alltid till ökade löner, vilket kan ses i USA, där skillnaden mellan produktivitet och löner har ökat sedan 1980-talet.

### Rättvis tillväxt
Även om man erkänner den centrala roll som ekonomisk tillväxt potentiellt kan spela för mänsklig utveckling, fattigdomsminskning och uppnåendet av millenniemålen, blir det en allmän förståelse bland utvecklingssamhället att särskilda insatser måste göras för att säkerställa att fattigare delar av samhället kan delta i ekonomisk tillväxt. Effekten av ekonomisk tillväxt på fattigdomsminskning – fattigdomens tillväxtelasticitet – kan bero på den befintliga nivån av ojämlikhet. Till exempel, med låg ojämlikhet kan ett land med en tillväxttakt på 2 % per capita och 40 % av befolkningen som lever i fattigdom halvera fattigdomen på tio år, men ett land med hög ojämlikhet skulle ta nästan 60 år att uppnå samma minskning. Med FN:s generalsekreterare Ban Ki-moons ord: "Även om ekonomisk tillväxt är nödvändig, är den inte tillräcklig för att göra framsteg när det gäller att minska fattigdomen."

### Ekologisk påverkan
Kritiker som Romklubben menar att en snäv syn på ekonomisk tillväxt, i kombination med globalisering, skapar ett scenario där vi kan se en systemisk kollaps av vår planets naturresurser.

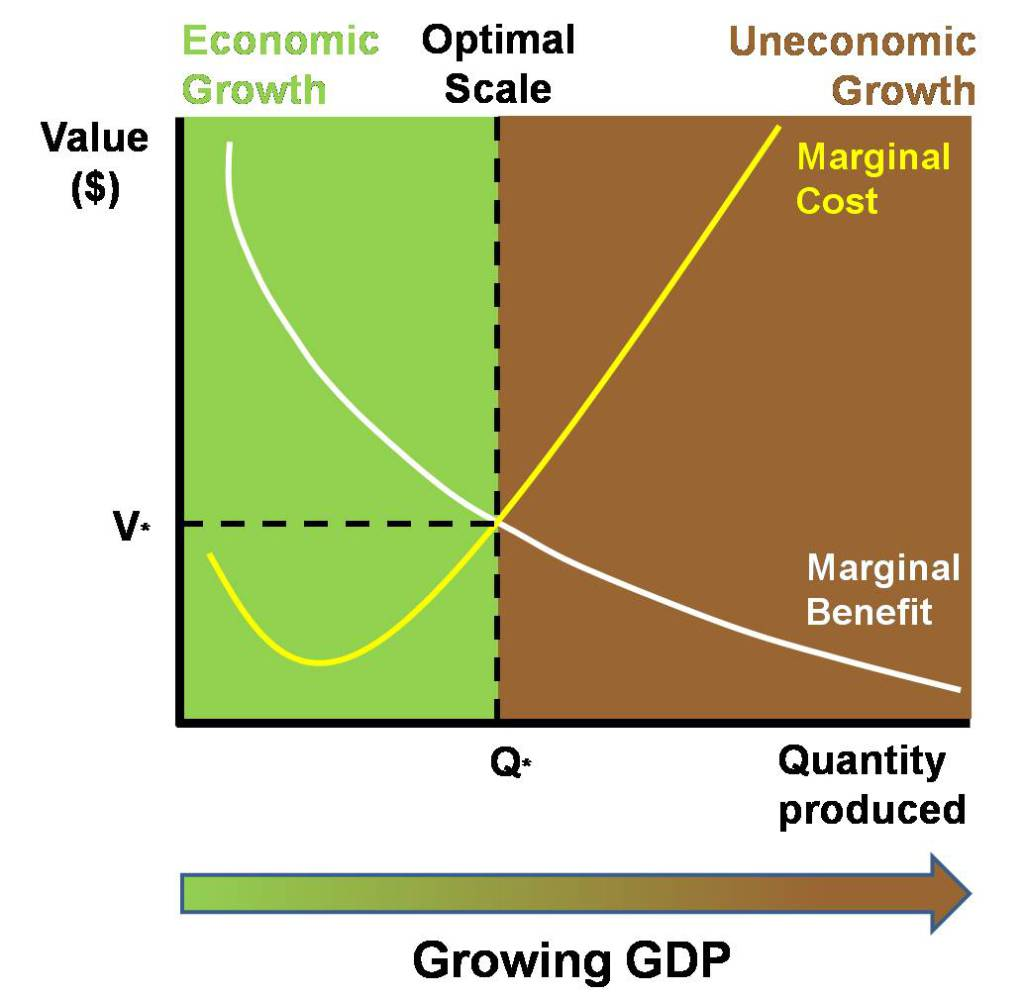
Marginalkostnaderna för en växande ekonomi kan gradvis överstiga marginalnyttorna, oavsett hur de mäts.

Oro över negativa miljöeffekter av tillväxt har fått vissa människor att förespråka lägre tillväxtnivåer, eller att tillväxt överges helt och hållet. Inom den akademiska världen har koncept som oekonomisk tillväxt, stabil ekonomi, miljöskatter, gröna investeringar, grundläggande inkomstgarantier, tillsammans med mer radikala tillvägagångssätt i samband med nedväxning, gemensamhet, ekosocialism och ekoanarkism utvecklats för att uppnå detta och för att övervinna eventuella tillväxtkrav. Inom politiken anammar de gröna partierna den globala gröna stadgan och erkänner att "... dogmen om ekonomisk tillväxt till varje pris och den överdrivna och slösaktiga användningen av naturresurser utan hänsyn till jordens bärkraft orsakar extrem miljöförsämring och en massiv utrotning av arter.":2
I den globala utvärderingsrapporten om biologisk mångfald och ekosystemtjänster från 2019, publicerad av FN:s mellanstatliga vetenskapspolitiska plattform för biologisk mångfald och ekosystemtjänster, varnade man för att samhället, med tanke på den betydande förlusten av biologisk mångfald, inte enbart bör fokusera på ekonomisk tillväxt. Antropologen Eduardo S. Brondizio, en av rapportens medordförande, sa: "Vi måste förändra våra berättelser. Både våra individuella berättelser som förknippar slösaktig konsumtion med livskvalitet och status, och berättelserna från de ekonomiska system som fortfarande anser att miljöförstöring och social ojämlikhet är oundvikliga resultat av ekonomisk tillväxt. Ekonomisk tillväxt är ett medel och inte ett mål. Vi måste se till planetens livskvalitet."
De som är mer optimistiska om tillväxtens miljöpåverkan tror att även om lokala miljöeffekter kan uppstå, är storskaliga ekologiska effekter små. Argumentet, som framfördes av kommentatorn Julian Lincoln Simon, konstaterade 1981 att om dessa globala ekologiska effekter existerar, kommer mänsklig uppfinningsrikedom att hitta sätt att anpassa sig till dem. I en rapport från 2021, beställd av det brittiska finansdepartementet, framhöll Partha Dasgupta att den biologiska mångfalden minskar i en takt som aldrig tidigare skådats i mänsklighetens historia. Han förklarade att detta är en följd av den moderna civilisationens krav, vilka vida överstiger naturens kapacitet att tillhandahålla de varor och tjänster som människor är beroende av. Enligt Dasgupta skulle det krävas resurser motsvarande 1,6 jordklot för att upprätthålla dagens globala levnadsstandard. För att hantera denna kris föreslår han omfattande omvälvande åtgärder, jämförbara med eller större än Marshallplanen, inklusive ett behov av att ersätta BNP som mått på ekonomisk framgång och samhälleliga framsteg. Philip Cafaro, professor i filosofi vid School of Global Environmental Sustainability vid Colorado State University, skrev 2022 att en vetenskaplig konsensus har uppstått som visar att mänskligheten står på gränsen till att utlösa en större utrotningshändelse, och att "orsaken till den globala förlusten av biologisk mångfald är tydlig: andra arter fördrivs av en snabbt växande mänsklig ekonomi."
År 2019 undertecknade över 11 000 forskare från mer än 150 länder en gemensam varning om klimatförändringar. I denna deklaration angav de att ekonomisk tillväxt är en huvudsaklig drivkraft bakom "överdriven utvinning av naturresurser och överexploatering av ekosystem", och betonade att detta måste begränsas snabbt för att säkerställa biosfärens långsiktiga hållbarhet. Forskarna framhöll vidare att samhällens mål bör förändras från fokus på BNP-tillväxt och materiellt välstånd till att prioritera bevarandet av ekosystem samt förbättring av människors välbefinnande genom att tillgodose grundläggande behov och minska ojämlikhet. En artikel från 2021, författad av ledande forskare i Frontiers in Conservation Science, menade att med tanke på miljökriserna, inklusive förlust av biologisk mångfald och klimatförändringar, och den möjliga "hemska framtid" som mänskligheten står inför, måste det ske "grundläggande förändringar av den globala kapitalismen", inklusive "avskaffandet av den eviga ekonomiska tillväxten".

### Global uppvärmning
Hittills finns det ett nära samband mellan ekonomisk tillväxt och koldioxidutsläpp mellan nationer, även om det också finns en betydande skillnad i kolintensitet (koldioxidutsläpp per BNP). Hittills finns det också ett direkt samband mellan global ekonomisk rikedom och den globala utsläppstakten. Sternrapporten konstaterar att under normala utsläppsbanor förväntas de globala utsläppen leda till en ökning av växthusgaskoncentrationerna till över 550 delar per miljon (ppm) koldioxid (CO₂) år 2050, och vidare till över 650–700 ppm i slutet av detta sekel. Denna prognos är robust och står sig även vid olika förändringar i modellernas antaganden. Den vetenskapliga konsensusen är att för att upprätthålla ett fungerande planetärt ekosystem utan allvarliga risker krävs en stabilisering av växthusgaskoncentrationerna inom intervallet 450–550 ppm CO₂.
Som en konsekvens föreslår tillväxtinriktade miljöekonomer statliga ingripanden för att byta energiproduktionskällor och gynna vindkraft, solkraft, vattenkraft och kärnkraft. Detta skulle i stort sett begränsa användningen av fossila bränslen till antingen matlagning i hemmet (t.ex. för fotogenbrännare) eller där koldioxidavskiljnings- och lagringsteknik kan vara kostnadseffektiv och tillförlitlig. Sternrapporten, som publicerades av den brittiska regeringen år 2006, kom fram till att en investering motsvarande 1 % av BNP (senare justerad till 2 %) skulle räcka för att förhindra de allvarligaste konsekvenserna av klimatförändringarna. Att inte göra denna investering skulle däremot kunna leda till klimatrelaterade skador med en kostnad på upp till 20 % av BNP. Eftersom tekniken för att fånga in och lagra koldioxid fortfarande inte är tillräckligt beprövad, och eftersom man ännu inte vet hur effektiv den är på lång sikt (till exempel när det gäller att förhindra koldioxidläckage), samt med tanke på att alternativa energikällor fortfarande är dyra, bygger mycket av klimatpolitiken idag på en stark tilltro till framtida teknologiska genombrott.
Den brittiske konservative politikern och journalisten Nigel Lawson har karakteriserat handel med utsläppsrätter för koldioxid som ett ineffektivt system för ransonering av utsläpp. I stället förespråkar han införandet av koldioxidskatter som ett mer effektivt marknadsbaserat styrmedel för att reglera utsläpp, då detta enligt honom bättre utnyttjar marknadens resursallokering. Lawson betonar dock att en sådan skatt bör implementeras globalt snarare än enbart nationellt, exempelvis i Storbritannien, för att undvika så kallad koldioxidläckage, det vill säga att energiintensiv industri flyttar till länder utan motsvarande skattepolitik. Enligt Lawson är det ineffektivt för enskilda länder att agera ensidigt utan internationell samordning.

### Resursbegränsning
Många tidigare förutsägelser om utarmning av resurser, såsom Thomas Malthus förutsägelser från 1798 om annalkande hungersnöd i Europa, Befolkningsbomben och Simon-Ehrlich-vadet (1980) har inte slagit in. Minskad produktion av de flesta resurser har hittills inte inträffat, en anledning är att framsteg inom teknik och vetenskap har gjort det möjligt att producera vissa tidigare otillgängliga resurser. I vissa fall har tillväxten i användningen av vissa metaller minskat genom att de ersatts med mer förekommande material, såsom plast. När det gäller begränsade markresurser bidrog förbättringar inom transportsektorn, främst genom utvecklingen av järnvägar och ångfartyg, till att lindra hungersnöd. Denna effekt förstärktes senare av den gröna revolutionen och användningen av kemiska gödningsmedel, särskilt Haber-Bosch-processen för syntes av ammoniak, som ökade jordbrukets produktivitet avsevärt.
Resurskvalitet påverkas av flera faktorer, såsom malmhalter, geografiskt läge, höjd över eller under havsnivån, närhet till järnvägar och motorvägar, tillgång till vatten samt klimatförhållanden. Dessa faktorer har betydelse för kapital- och driftskostnaderna vid utvinning av resurser. Inom mineralutvinning innebär en försämrad resurskvalitet att mineraler med lägre halter bearbetas, vilket kräver större insatser av kapital och energi både vid utvinning och förädling. Exempelvis har halterna av kopparmalm minskat avsevärt under det senaste århundradet, vilket medför ökade kostnader och utmaningar för gruvindustrin. Ett annat exempel är naturgas från skiffer och annan lågpermeabilitetsbergart, vars utvinning kräver mycket högre insatser av energi, kapital och material än konventionell gas under tidigare decennier. Kostnaderna för olja och gas till havs har ökat exponentiellt i takt med att vattendjupet ökar.
Vissa fysikforskare som Sanyam Mittal anser att kontinuerlig ekonomisk tillväxt är ohållbar. Flera faktorer kan begränsa ekonomisk tillväxt – till exempel: ändliga, maximala eller uttömda resurser.
År 1972 modellerade studien The Limits to Growth begränsningar för oändlig tillväxt; ursprungligen förlöjligade, har några av de förutspådda trenderna materialiserats, vilket väcker oro för en förestående kollaps eller nedgång på grund av resursbegränsningar.
Malthusianer, såsom William R. Catton, Jr., uttrycker skepsis gentemot tekniska framsteg som förbättrar tillgången på resurser. Enligt deras synsätt leder sådana framsteg och ökningar i resurseffektivitet i själva verket till en snabbare exploatering av ändliga naturresurser, vilket förvärrar problemen med överutnyttjande och resursbrist på lång sikt. Catton hävdar att ökande utvinningstakt för resurser "...stjäl glupskt från framtiden".

### Energi
Energiekonomiska teorier menar att energiförbrukning och energieffektivitet är kausalt kopplade till ekonomisk tillväxt. Garrett-relationen beskriver ett stabilt samband mellan den globala energiförbrukningen vid en given tidpunkt och den historiska ackumuleringen av världens bruttonationalprodukt (BNP), oavsett vilket år som undersöks. Denna relation innebär att ekonomisk tillväxt, mätt som BNP-tillväxt, är kopplad till en ökad tillväxttakt för energiförbrukningen. Paradoxalt nog sker detta samtidigt som energieffektiviteten förbättras, vilket innebär att högre ekonomisk aktivitet kräver mer energi totalt, trots effektivare användning. Ökningar i energieffektivitet var en del av ökningen av total faktorproduktivitet. Några av de tekniskt viktigaste innovationerna i historien involverade ökningar av energieffektivitet. Dessa inkluderar de stora förbättringarna i effektiviteten vid omvandling av värme till arbete, återanvändning av värme, minskning av friktion och kraftöverföring, särskilt genom elektrifiering. Det finns ett starkt samband mellan elförbrukning per capita och ekonomisk utveckling.